# Shiocton (Wisconsin)
Shiocton es una villa ubicada en el condado de Outagamie en el estado estadounidense de Wisconsin. En el Censo de 2010 tenía una población de 921 habitantes y una densidad poblacional de 213,45 personas por km².

## Geografía
Shiocton se encuentra ubicada en las coordenadas 44°26′42″N 88°34′35″O / 44.44500, -88.57639. Según la Oficina del Censo de los Estados Unidos, Shiocton tiene una superficie total de 4.31 km², de la cual 4.05 km² corresponden a tierra firme y (6.18%) 0.27 km² es agua.

## Demografía
Según el censo de 2010, había 921 personas residiendo en Shiocton. La densidad de población era de 213,45 hab./km². De los 921 habitantes, Shiocton estaba compuesto por el 91.53% blancos, el 0.22% eran afroamericanos, el 0.54% eran amerindios, el 0% eran asiáticos, el 0% eran isleños del Pacífico, el 5.86% eran de otras razas y el 1.85% pertenecían a dos o más razas. Del total de la población el 9.01% eran hispanos o latinos de cualquier raza.